# 榊原清則
榊原 清則（さかきばら きよのり、1949年8月23日 - 2021年6月26日）は、日本の経営学者。博士（商学）（一橋大学・論文博士・1996年）。慶應義塾大学名誉教授。前中央大学ビジネススクール（大学院戦略経営研究科）教授。小樽商科大学経営協議会学外委員。
一橋大学商学部教授、ロンドン大学ロンドン・ビジネス・スクール准教授、慶應義塾大学総合政策学部教授、法政大学大学院イノベーション・マネジメント研究科教授等を歴任。
そのほか、産業技術総合研究所顧問、組織学会理事、未来学会理事、国際ビジネス研究学会々長、等を務めた。

## 人物
北海道小樽市出身。1973年、電気通信大学電気通信学部経営工学科卒業 。1978年、一橋大学大学院商学研究科博士課程単位取得満期退学。指導教官は田島壮幸。
マサチューセッツ工科大学客員研究員、ハーバード大学研究員、ミシガン大学客員准教授等を経て、1990年に一橋大学商学部教授に就任。
1992年に一橋大学教授を辞任し、渡英、ロンドン大学ロンドン・ビジネス・スクール准教授に就任。1996年に帰国し慶應義塾大学総合政策学部教授に就任するとともに、学位論文「日本企業の研究開発マネジメント」により一橋大学から博士（商学）の学位を取得。
経営戦略を組み立てる際の基礎になる「企業ドメイン」（企業の活動範囲、生存領域）に関する論考が有名。近年は、半導体を中心としたハイテク産業における技術経営（MOT）に関連した活動・著作が多い。
活躍する経営学者やベンチャー起業家を育てており、人材育成力の高さは特筆に価するが、近年流行の「褒める教育」ではなく、徹底的に鍛え上げるスタイル。但し、闇雲に学生、院生の研究の欠点を指摘するわけではなく、如何に彼らのやる気を引き出すかを考えて指導し、個々のポテンシャリティの顕在化がその指導の根幹である。また、教え子への思いやりの情は深い。
一橋大学では沼上幹（一橋大学教授）、楠木建（一橋大学教授）、青島矢一（一橋大学教授）、加藤俊彦（一橋大学教授）、原田勉（神戸大学教授）、高橋克徳（ジェイフィール代表取締役、東京理科大学教授）、森田宏之（日鉄ソリューションズ社長）らを教えた。慶應義塾大学榊原研究室からは、ネットプライスドットコム（3328）の佐藤輝英、フラクタリスト（3821）の田中祐介、NPO法人フローレンスの駒崎弘樹、キャンサースキャンの福吉潤らのベンチャー起業家、社会起業家を輩出している。中央大学ではハウスコムの田村穂社長などを教えた。
故郷の小樽市をこよなく愛した。

## 略歴[8]
- 1949年 北海道小樽市で生まれる
- 1968年 北海道小樽桜陽高等学校卒業
- 1973年 電気通信大学電気通信学部経営工学科卒業
- 1975年 一橋大学大学院商学研究科修士課程修了
- 1978年 一橋大学大学院商学研究科博士課程単位取得満期退学
- 1982年 米国マサチューセッツ工科大学客員研究員
- 1983年 米国ハーバード大学国際問題研究所研究員
- 1990年 米国ミシガン大学日本研究センター客員准教授
- 1990年 一橋大学商学部教授
- 1992年 英国ロンドン大学ロンドン・ビジネス・スクール准教授
- 1996年 慶應義塾大学総合政策学部教授、一橋大学より博士（商学）の学位を取得
- 2003年 産業技術総合研究所 技術革新型企業創生プロジェクト（ルネッサンスプロジェクト）プロジェクトリーダー
- 2008年 日本生産性本部経営アカデミー学長
- 2011年 法政大学大学院イノベーション・マネジメント研究科教授
- 2014年 中央大学ビジネススクール（大学院戦略経営研究科）教授
- 2020年 中央大学ビジネススクール（大学院戦略経営研究科）教授を退任

## 著書
- 『アフターマーケット戦略―コモディティ化を防ぐコマツのソリューション・ビジネス』（共著）白桃書房、2012年
- 『イノベーションの相互浸透モデル―企業は科学といかに関係するか』  (共著)  白桃書房、2011年
- 『イノベーションと競争優位―コモディティ化するデジタル機器』（共著）NTT出版、2006年
- 『イノベーションの収益化―技術経営の課題と分析』有斐閣、2005年
- 『キャリア転機の戦略論』ちくま新書、2004年
- 『経営学入門（上）（下）』日経文庫、2002年
- 『美しい企業 醜い企業』講談社、1996年
- 『講義のあとはパブで』実業之日本社、1996年
- 『日本企業の研究開発マネジメント―“組織内同形化”とその超克』千倉書房、1995年、経営科学文献賞
- 『企業ドメインの戦略論―構想の大きな会社とは 』中央公論社、1992年
- 『90年代・企業が求める人材の条件―「ニューハードワーカー」と「柔らかな経営」の時代』PHP研究所、1989年
- 『事業創造のダイナミクス』（共著）白桃書房、1989年
- 『エレクトロニクスの組織―コンピュートピアをめざして 』（共著）第一法規出版、1988年
- 『競争と革新―自動車産業の企業成長』（共著）東洋経済新報社 、1988年
- 『ビジネス・ウォーゲーム―企業行動の戦闘性』（共著）東京書籍、1986年
- 『企業の自己革新―カオスと創造のマネジメント』（共著）中央公論社、1986年
- 『日米企業の経営比較―戦略的環境適応の理論』（共著）日本経済新聞社、1983年、組織学会学会賞